# Петрасси, Гоффредо
Гоффредо Петрасси (итал. Goffredo Petrassi; 16 июля 1904, Цагароло, провинция Лацио — 3 марта 2003, Рим) — итальянский композитор и музыкальный педагог. Наряду с Луиджи Даллапикколой относится к числу наиболее значительных итальянских композиторов середины XX века.

## Биография
В 15 лет для поддержания семьи поступил на работу в музыкальном магазине, увлёкся музыкой, начал брать частные уроки. В 1928 поступил в Национальную Академию Святой Цецилии, изучал композицию и органное искусство, закончил учёбу в 1936. Ученик Бернардино Молинари. Был музыкальным директором венецианского театра Ла Фениче (1937—1940). Возглавлял Международное общество современной музыки (1954—1956). Писал музыку к кинофильмам Джузеппе Де Сантиса (Горький рис, Нет мира под оливами), Валерио Дзурлини (Семейная хроника) и др.

## Творчество
Ранние сочинения, включая «Партиту» (1932), с которой к Петрасси пришла широкая известность, отмечены влиянием неоклассицизма Стравинского, Бартока и Хиндемита, а также соотечественников: Малипьеро и Казеллы. Позднее от неоклассицизма отошёл в направлении более абстрактного пост-тонального языка, никогда, впрочем, строго тех или иных систем (включая додекафонию) не придерживаясь. Эволюция мышления Петрасси наглядно демонстрируется его серией Концертов для оркестра, созданных в период с 1934 по 1972 годы. Зрелые работы («Noche oscura», «Beatudines», «Orationes Christi» и др.) пронизаны тонкой иронией и осмыслением человеческого одиночества.

## Педагогическая деятельность
С 1959 преподавал в alma mater, в зальцбургском Моцартеуме, в Музыкальной академии Киджи. Среди его учеников такие музыканты, как Франко Донатони, Эннио Морриконе, Фаусто Рацци, Питер Максвелл Дэвис, Херардо Гандини, Кармело Бернаола и др.

## Признание
Лауреат премии Фельтринелли (1978) и других национальных и международных премий. Почётный доктор Римского университета Ла Сапиенца, Болонского университета. Член Американской академии искусств и наук, национальных Академий Баварии, Бельгии, Аргентины и др.

## Избранные произведения
- Партита для фортепиано (1926)
- Эклога для фортепиано (1926)
- Salvezza для голоса и фортепианоo (1926)
- Смерть щеглёнка для голоса и фортепиано на стихи Гвидо Гоццано (1927)
- Per organo di Barberia для голоса и фортепиано (1927)
- Соната для виолончели и фортепиано (1927)
- Canti della campagna romana для голоса и фортепиано (1927)
- Прелюдия и фуга для струнного оркестра (1929)
- Симфония, сицилиана и фуга для струнного квартета (1929)
- Дивертисмент для оркестра (1930)
- Siciliana e marcetta для фортепиано в четыре руки (1930)
- Сарабанда для флейты и фортепиано (1930)
- Концертная увертюра для оркестра (1931)
- Пассакалия для оркестра (1931)
- Краски времени для голоса и фортепиано (1931)
- Три хора для хора и оркестра (1932)
- Партита для оркестра (1932)
- Интродукция и аллегро для скрипки и фортепиано (1933)
- Токката для фортепиано (1933)
- Прелюдия, ария и финал для виолончели и фортепиано (1933)
- Первый концерт для оркестра (1933)
- Vocalizzo per addormentare una bambina для голоса и фортепиано (1934)
- Benedizione dalla Genesi для голоса и фортепиано (1934)
- O sonni sonni ninna nanna popolare для голоса и фортепиано (1934)
- Псалом IX для хора и оркестра (1934)
- Lasciatemi morire (Lamento d’Arianna) для голоса и оркестра (1936)
- Концерт для фортепиано и оркестра (1936—1939)
- Magnificat для сопрано, смешанного хора и оркестра (1939)
- Хор мертвых для хора и инструментального ансамбля на стихи Джакомо Леопарди (1940—1941)
- Два стихотворения Сапфо для голоса и фортепиано, перевод Сальваторе Квазимодо (1941)
- Маленькая инвенция для фортепиано (1941)
- Quattro inni sacri для тенора, баритона и органа (или оркестра) (1942)
- Дивертисмент в манере Скарлатти для фортепиано (1942)
- Неистовство Роланда, балет по поэме Лудовико Ариосто (1942—1943)
- Инвенции для фортепиано (1944)
- Три стихотворения для баритона и фортепиано на стихи Джакомо Леопарди, Уго Фосколо и Эудженио Монтале (1944)
- Чудо для баритона и фортепиано (1944)
- Инвенция для двух флейт (1944)
- Fanfara для трех труб (1944)
- Портрет Дон Кихота , одноактный балет (1945)
- Кордованец, одноактная опера по Сервантесу в переводе Эудженио Монтале (1944—1948)
- Камерная соната для клавесина и 10 инструментов (1948)
- Беседа ангелов для двух флейт (1948)
- Morte dell’aria, одноактная опера (1949—1950)
- Тёмная ночь, кантата для смешанного хора и оркестра на стихи Хуана де ла Круса (1950)
- Второй концерт для оркестра (1951)
- Пять дуэтов для двух виолончелей (1952)
- Нонсенс для смешанного хора на стихи Эдварда Лира (1952)
- Gloria in excelsis Deo для сопрано, флейты и органа (1952)
- Третий концерт для оркестра (1952—1953)
- Четвертый концерт для струнного оркестра (1954)
- Пятый концерт для оркестра (1955)
- Концертная инвенция (Шестой концерт) для оркестра (1956—1957)
- Струнный квартет (1958)
- Saluto augurale для оркестра (1958)
- Серенада для флейты, альта, контрабаса, клавесина и перкуссии (1958)
- Трио для скрипки, альта и виолончели (1959)
- Звуки ночи для гитары (1959)
- Концерт для флейты и оркестра (1960)
- Propos d’Alain, кантата для баритона и 12 исполнителей на слова Алена (Эмиль-Огюст Шартье) (1960)
- Вступление и пять инвенций для оркестра (1961—1962)
- Вторая серенада, трио для арфы, гитары и мандолины (1962)
- Musica di ottoni для медных и литавр (1963)
- Шестой концерт для оркестра (1964)
- Tre per sette для трех исполнителей (1964)
- Sesto nonsense для смешанного хора a cappella на стихи Эдварда Лира (1964)
- Mottetti per la passione для смешанного хора a cappella (1965)
- Estri для 15 исполнителей (1967)
- Beatitudines: testimonianza per Martin Luther King для баритона или баса и пяти инструментов (1968)
- Вздох для трех флейт (1969)
- Хвала тени для скрипки (1971)
- Nunc для гитары (1971)
- Ala для флейты и клавесина (1972)
- Восьмой концерт для оркестра (1970—1972)
- Orationes Christi для смешанного хора, медных, альтов и виолончелей (1975)
- Odi для струнного квартета (1973—1975)
- Alias для гитары и клавесина (1977)
- Большой септет с концертирующим кларнетом для семи исполнителей (1977—1978)
- Violasola для альта (1978)
- Flou для арфы (1980)
- Romanzetta для флейты и фортепиано (1980)
- Три священных хора для хора a cappella (1980—1983)
- Sestina d’autunno " Veni creator Igor " для шести исполнителей (1981—1982)
- Laudes creaturarum для голоса и шести исполнителей (1982)
- Фрагмент для оркестра (1983)
- Inno для 12 медных (1984)
- Дуэт для скрипки и альта (1985)
- Kyrie для хора и струнных (1986)